# Hr.Ms. Cheribon (1940)
De Hr.Ms. Cheribon (HMV 6) was een Nederlandse hulpmijnenveger van de ABC-klasse, vernoemd naar de West-Javaanse stad Cheribon. Het schip werd als gewestelijk vaartuig voor de Gouvernementsmarine gebouwd door de Droogdok Maatschappij uit Tandjong Priok. De Cheribon werd gemilitariseerd in mei 1940 en in dienst gesteld onder 2de officier bij de Gouvernements Marine J.P.K.C. Vermeulen. Het schip heeft assistentie verleend aan de vernielingsploegen die de zinkschepen Meroendoeng en Toendjoek bij de boei op het Dortrif tot zinken brachten. Omdat er geen mogelijkheid was voor het schip om uit te wijken naar geallieerde havens werd het schip door de eigen bemanning te Tandjong Priok tot zinken gebracht.